# 위안산산
위안산산(중국어: 袁姗姗, 병음: Yuán Shānshān, 한자음: 원산산, 1987년 2월 22일~)은 중화인민공화국의 배우이다. 

## 생애와 경력
후베이성 샹양시의 샹청구 출신이다. 2008년에 영화 《희원흉자》를 통해 데뷔하였으며, 2010년 자오원쉬안과 퉁리야과 함께 연대기 드라마 《오막살이》에서 처음으로 주연을 맡았다.
2011년에 사극 《진향련》에서 여주인공 진향련 역으로 출연했고, 2012년에 사극 《궁쇄주렴》에서 주연인 연아 역을 맡았다. 2013년 장무협극으로 전국 동시간대 드라마 시청률 1위를 기록한 《소오강호》에 주연인 임영영 역으로 출연했다.
2016년 EXO의 멤버 찬열이 남자 주인공으로 출연한 한중 합작 영화인《그래서 나는 안티팬과 결혼했다》에서 
여자 주인공인 린린 역을 맡았다.

## 수상
- 올해의 영화 김남방 신인상
- 웨이보의 밤 최강 영화 신파워 여배우
- 제12회 중미영화제 인기배우상
- 여성 미디어 어워드 올해 여성